# Озера (Олександрійський район)
Озе́ра — село в Україні, у Світловодській міській громаді Олександрійського району Кіровоградської області. Населення становить 698 осіб. Колишній центр Озерської сільської ради.

## Населення
Згідно з переписом УРСР 1989 року чисельність наявного населення села становила 770 осіб, з яких 340 чоловіків та 430 жінок.
За переписом населення України 2001 року в селі мешкало 712 осіб.

### Мова
Розподіл населення за рідною мовою за даними перепису 2001 року:
| Мова       | Відсоток |
| ---------- | -------- |
| українська | 93,55 %  |
| російська  | 3,58 %   |
| вірменська | 1,43 %   |
| угорська   | 1,00 %   |
| білоруська | 0,14 %   |
| молдовська | 0,14 %   |